# Gmina Malanów
Malanów (deutsch Malanow, 1943–1945 Kreuzkamp) ist ein Dorf und Sitz der gleichnamigen Landgemeinde im Powiat Turecki der Woiwodschaft Großpolen in Polen.

## Gemeinde
Zur Landgemeinde Malanów gehören 17 Dörfer mit einem Schulzenamt:
| Bibianna Celestyny Dziadowice Dziadowice-Folwark Feliksów Grąbków | Kotwasice Malanów Miłaczew Miłaczew Kolonia Miłaczewek Poroże | Rachowa Skarżyn-Kolonia Czachulec Stary Targówka Żdżenice |

Weitere Ortschaften der Gemeinde sind:
| Brody Deszna Franulew Gózd Józefów Kolnica | Kokosz Marysin Mieczysławów Miłaczewskie Młyny Niedźwiady Obrydy | Paździerowice Popielarze Potaźnia Sługi Zygmuntówek |

## Wirtschaft
Der Gartenartikelhersteller Sun Garden hat seit 1991 ein großes Werk unmittelbar östlich des Dorfes.